# 覚海
覚海（かくかい、康治元年（1142年）- 貞応2年8月17日（1223年9月13日））は、平安時代後期から鎌倉時代前期にかけての真言宗の僧。房号は南勝房または南証房。和泉法橋とも称される。但馬国養父郡の出身。

## 略歴
醍醐寺定海のもとで出家して灌頂も受けたが、師定海の没後は故郷但馬国にもどり与光寺に住した。その後、高野山に上り寛秀に師事して灌頂を受け、華王院を開創して講学につとめた。この間、山城国随心院の親巌と近江国石山寺の朗澄からも灌頂を受けた。建保5年（1217年）、高野山検校に任じられ、金峰山との堺相論に奔走した。
仏法の護持のため天狗（狗名：横川覚海坊）になり、中門の扉を翼にして天に飛び去ったという伝説が高野山内に残っている。この伝説を基に、谷崎潤一郎が『覚海上人天狗になる事』という短編を執筆した。また、高野豆腐の由来を覚海に求める伝承も存在するが、確証は無い。

## 足利覚海
（生没年不詳）足利泰氏の子。光厳院別当。